# High Barnet
High Barnet är en del av en befolkad plats i Storbritannien.   Den ligger i grevskapet Greater London och riksdelen England, i den södra delen av landet, 17 km norr om huvudstaden London. High Barnet ligger 133 meter över havet och antalet invånare är 7 062.
Terrängen runt High Barnet är huvudsakligen platt. High Barnet ligger uppe på en höjd. Runt High Barnet är det mycket tätbefolkat, med 3 494 invånare per kvadratkilometer. Närmaste större samhälle är City of London, 17,8 km sydost om High Barnet. Runt High Barnet är det i huvudsak tätbebyggt.